# Croton hecatonandrus
Espèce
Croton hecatonandrus est une espèce de plantes à fleurs du genre Croton et de la famille des Euphorbiaceae, présente au Brésil (Minas Gerais, Rio de Janeiro).
Il a pour synonyme :
- Oxydectes hecatonandra, (Müll.Arg.) Kuntze